# شوت دو لا شودییر
آبشار کوتس دلا کئودیره (به انگلیسی: Chutes de la Chaudière) آبشاری است که در کبک، کانادا واقع شده و ارتفاع کلی ریزشگاه آن ۳۵ فوت (۱۱ متر) است.